# Dialeurolonga africana
Dialeurolonga africana là một loài côn trùng cánh nửa trong họ Aleyrodidae, phân họ Aleyrodinae.
Dialeurolonga africana được Newstead miêu tả khoa học đầu tiên năm 1921.